# Enhydrosoma latipes
Enhydrosoma latipes är en kräftdjursart som först beskrevs av A. Scott.  Enhydrosoma latipes ingår i släktet Enhydrosoma och familjen Cletodidae. Inga underarter finns listade i Catalogue of Life.